# Římskokatolická farnost Černá v Pošumaví
Římskokatolická farnost Černá v Pošumaví je územním společenstvím římských katolíků v rámci českokrumlovského vikariátu českobudějovické diecéze.

## Historie
Obyvatelé Černé byli většinou římsko-katolického vyznání; pouze v 16. století, kdy v Hořicích – do jejichž církevního obvodu Černá patřila – luteránstvím svedení faráři (Wenzel Leitl, zemřel 1572 a Johann Schlesinger, zemřel 1588) pečovali o zdejší duše, byla také Černá evangelická. Když ale Vilém z Rožmberka v roce 1588 energicky proti protestantům zakročil, navrátila se opět brzo dřívější víra.
Původně byla Černá přifařena k Hořicím; dne 25. srpna 1787 byla odtud vyčleněna. Na rozkaz Jeho c.k. majestátu císaře Josefa II. zřízena zdejší lokálie. Obec Černá postavila rychle z nouze dřevěný kostel, který byl třetí neděli v říjnu roku 1787 vysvěcen velebným pánem Adalbertem Wlčkem, děkanem z Rychnůvku. Kostel stál 12 let, vedení matriky započalo v roce 1787. Kostel byl zasvěcen ke cti “Neposkvrněného početí Panny Marie”;  patronem byl náboženský fond, dílo císaře Josefa II. Z bývalého farního kostela v Sepekově byly dne 29. listopadu 1788 přislíbeny dva zvony, které sem byly dopraveny 9. prosince 1788. V roce 1794 byla zahájena výstavba fary, která byla dokončena 22. října 1795.
V roce 1798 byl kostel přestavěn na kamenný, který byl roku 1799 vysvěcen. Na farnost byla lokálie Černá povýšena dne 12. března 1858. V letech 1901 – 1904 proběhla poslední velká přestavba kostela v pseudorománském stylu (některé zdroje uvádí novorománském), která byla spolu s přestavbou fary svěřena stavitelovi Franzovi Sossnerovi z Českého Krumlova.  V roce 1902 byl tedy kostel zvětšen a byla postavena nová věž;  nově vysvěcen byl dne 3. července 1904 českobudějovickým biskupem Martinem Josefem Říhou. Tehdejší nově zbudovaná podoba kostela se zachovala dodnes. Jedná se o jednolodní kostel s trojboce zakončeným presbytářem, s patrovou sakristií na severní straně a s hranolovou věží v západním průčelí. Vnitřek hlavní lodi je plochostropý.
V roce 1903 byla fara, která měla č. p. 30, přestavěna nákladem 24.000 Korun. Stavební náklady hradil ze ¾ náboženský fond a z ¼ farnost. Ke zdejší farnosti byly přifařeny následující obce: Černá, Plánička, Nová Ves, Jámy, Nový mlýn, Boxberg č.29 a č.30, Slavkovice, z Mokré „Massauer“, Jestřábí, od roku 1894 tuhové doly, nádraží Černá a Lužní závod. V roce 1912 bylo do kostela zavedeno elektrické osvětlení.
V 1. světové válce 1914 – 1918 musela přinést oběti i církev. Dne 23. listopadu 1916 byly odvezeny zvony: velký o váze 572 kg, malý o váze 63 kg a sakristijní s váhou 1 kg, dále místní zvon o váze 24 kg z Jam; dne 9. září 1917 ještě také střední zvon o váze 300 kg. Celkem byly odvezeny do zbrojních továren zvony, za které stát vyplatil odškodné ve výši 3 744 korun. Dne 5. června 1928 byly vysvěceny a zavěšeny 3 nové zvony. Váha jednotlivých zvonů (bez armatury) je: 558 kg, 318,5 kg a 230 kg.
Velký zvon zdobí obraz: „Ježíš – král. Sv. Florián“ a nápis: „Od blesku a bouří ochraňuj nás, ó pane Ježíši Kriste“. Druhý zvon: Obraz „Marie pomocné“, nápis: „Maria, pomoz nám, tak volá každý zvuk vzhůru k tvému nebeskému trůnu“. Třetí zvon: Obraz „Sv. Terezie s dítětem Ježíšem“, a Nápis: „Nech svoje růže na nás pršet“.

V září 1958 začalo napouštění Lipenské přehradní nádrže. Kostel ve Frymburku, Přední Výtoni i v Černé se tak ocitly v těsné blízkosti břehu nádrže a vltavský kostel Sv. Linharta spolu s celou Dolní Vltavicí padl tomuto vodnímu dílu za oběť. Vltavická farnost byla zrušena 1. 4. 1958 a farní matriky byly přeneseny a dále vedeny v Černé v Pošumaví. Byl také přenesen Boží hrob.
Od 1. ledna 1970 nastupuje na frymburskou faru dosavadní kaplan děkanského úřadu v Českých Budějovicích P. Michal Tkáč. Spravoval farnosti celých 33 let až do roku 2003. Na podzim 1980 byl P. Tkáčovi přidělen ještě děkanský úřad v Horní Plané a fara v nedalekém Hodňově.
V roce 1976 byla provedena pod vedením faráře P. Michala Tkáče svépomocná generální oprava exteriéru kostela Neposkvrněného Početí Panny Marie v Černé. Byly provedeny následující práce: - nátěr plechové krytiny věže - oprava ciferníků věžních hodin - celková oprava fasády - výměna krytiny (tašky) na celé střeše kostela. Celková generální oprava činila 125 808 Kčs.
V roce 1977 se v Černé v Pošumaví prováděla celková oprava interiéru kostela včetně nové elektrické instalace. Dále byl pořízen nový oltářní stůl (menza) čelem k lidu a nový stabilní ambon. Provedlo se též vymalování celého vnitřku kostela. Dále bylo ještě provedeno zhotovení odvodňovacích žlabů kolem celého kostela a oprava fasády fary. Celková oprava stála 70 tis. Kčs v nákladech.
Na podzim roku 1990 byl ustanoven novým duchovním správcem hornoplánského děkanského úřadu, P. Josef Gilbert Augusta O. Praem., který zároveň spravoval farnosti Černá v Pošumaví, Dolní Vltavice. Po necelých dvou letech působení v této farnosti musel P. Augusta opustit své působiště a farní správa byla svěřena opět P. Tkáčovi.
V roce 1991 při sčítání obyvatel se 347 osob v Černé hlásilo k římské-katolickému vyznání, 5 osob k církvi čs. husitské a 7 osob k evangelické.
Před rokem 2000 se kostel a hlavně střecha sakristie nacházela v kalamitním stavu. Iniciativu k opravě převzali především rodáci z Černé, v těchto dobách již občané Rakouska a Spolkové republiky Německo. V roce 1998 byla vyměněna střešní krytina lodi a opravila se fasáda věže. V dalších letech se opravila i fasáda lodi a občané mohli být pyšní na jednu ze svých největších dominant v obci.
20. 6. 2004 farnost slavila sté výročí od vysvěcení kostela, akce se zúčastnil v rámci pozvání duchovní Páter Quirín. Zapsáno bylo: „Farní kostel je obrazem církve v malém. Farnost je částí většího organizmu diecéze a ta je zase součástí světové církve. Je správné, aby si každá farnost živě uvědomovala tuto sounáležitost k celému tajemnému Kristovu tělu, k církvi“. Ve 14:00 hodin se v rámci slavnosti konal v kostele koncert duchovní hudby, na kterém vystoupil varhaník Miroslav Pšenička z plzeňské katedrály.
Vnitřní zařízení kostela
Tj. hlavní oltář, oba postranní oltáře, kazatelna a křtitelnice pochází taktéž z tohoto období. Hlavní oltář a boční oltář s obrazem doplňují podpisy řezbáře Ferdinanda Stuflessera ze St. Ulrich v Tyrolsku a letopočty 1902 (boční) a 1903 (hlavní). Objednavatelem díla byl tehdejší pan farář Alois Winter.
Hlavní oltář: Je vyroben z borovicového dřeva. Malován je olejovými barvy a zdoben pravými zlatými plátky. Hlavní ústřední postavou je Panna Maria (velká socha uprostřed), po její pravé ruce svatá Anna, po levé ruce svatý Josef s dítětem Ježíšem. Horní patro oltáře zdobí zleva socha svatého Jana Nepomuckého (s 5 hvězdami kolem hlavy), svatý František z Assisi, uprostřed znázornění Nejsvětější Trojice, sv. Alois Gonzaga a konečně svatý Václav se štítem s orlicí.
Boční oltáře: Jsou vyrobeny z borovicového dřeva. Malovány jsou taktéž olejovými barvy a zdobeny pravými zlatými plátky. Zajímavostí je, že levý boční oltář je dokonce o rok starší (1902), než hlavní oltář (1903). Levý oltář svou výzdobou naprosto odpovídá smýšlení katolické Kongregace Nejsvětějšího Vykupitele, známější pod názvem Redemptoristé. Jedná se o směr založený r. 1732 svatým Alfonsem z Liguori, na českém území působila kongregace od r. 1855 a jednalo se o velmi populární směr.  Významným zástupcem tohoto směru v Jižních Čechách byl známý Jan Nepomuk Neumann, rodák z Prachatic.
Levý oltář s obrazem Panny Marie Matky ustavičné pomoci má letopočet 1902. Socha postavy v tmavém oděvu s rukou na hrudi zobrazuje řeholníka Klementa Maria Hofbauera, na druhé straně s berlou a mitrou sv. Alfonse z Liguori, zakladatele kongregace Redemptoristů. V horní části vidíme sochu sv. Barbory s kalichem a mečem a sochu sv. Terezie z Avily s knihou.
Pravý oltář Nejsvětějšího srdce Ježíšova má uprostřed sochu Pána Ježíše, po jeho stranách stojí svatí apoštolové Petr (vlevo) a Pavel (vpravo). V horní části jsou sochy svatého Floriána v oděvu římského vojáka a v černém hávu s berlou a socha s knihou a s laní u nohou.
Kazatelna: Postavy na kazatelně jsou znázorněním Apoštolů – sv. Lukáš (s býkem), sv. Marek (se lvem), sv. Jan (s orlem) sv. Matouš (s andělem/dítětem).
Kropenka: (pův. křtitelnice, dnes nevyužívaná) se nachází v podkruchtí vedle zpovědnice,  měla by být z 18. století.
Boží hrob: Jedná se přenosný oltář ze skleněné mozaiky a jde vskutku o velkou vzácnost. Plastika byla do kostela v Černé v Pošumaví přenesena z Dolní Vltavice. Vizuální podobnost nalézáme zejména u Božího hrobu vystaveného ve Valašském muzeu v Rožnově pod Radhoštěm, jež pochází z dílny Eduarda Zbitka z Olomouce, a který je ikonograficky totožný, je složen ze stejných částí obdobných rozměrů – Adorace sv. Kříže, schránka, plastika Ježíše Krista je ve stejné kompozici. Oba oltáře jsou totožně vyrobeny z papírové kostry potažené papírmašé s všitými skleněnými dekoracemi. Tělo Páně je vyrobeno z papírmašé na drátěné kostře, potažené křídou a malované. Ze zadní strany je prostor pro světla a když se v určený den rozsvítí, skrz skleněné dekorační prvky proniká mihotavé světlo a dotváří dojem. Boží hroby představují čtrnácté zastavení křížové cesty. Vystavovaly se a rozsvítily jen na jeden den v roce, a to na Velký pátek, kdy Boží hrob měl tvořit jedinou výzdobu kostela. Na Bílou sobotu byla rekvizita uložena v návaznosti na Ježíšovo vzkříšení.
Varhany: Roku 1903 byly do tehdejšího Kaltenbachu převezeny (staré) varhany z kostela Neposkvrněného Početí Panny Marie v Černé v Pošumaví (Schwarzbach), kde si pořídili právě onoho roku 1903 varhany nové. Jejich autorem byl uznávaný varhanář Leopold Breinbauer (1859-1920) z rakouského Ottenheimu, po němž zůstaly na jihu Čech i varhany ve Vyšším Brodě, Přídolí, v Rožmberku či v Rožmitále. Opravy varhan v Černé prováděla dvojice Václav Marek a Jan Šnébergr v letech 1985, 1999, 2002, 2003, 2014.
V průběhu 20. století přestala být farnost obsazována sídelním knězem a duchovní správu zde vykonávali kněží z okolí.
SOCHA SVATÉHO JANA NEPOMUCKÉHO
Socha by měla pocházet z druhé poloviny 18. století, je odrazem barokního kultu a výrazem široké obliby tohoto světce. Po převratu v roce 1918 měla v jedné noci česká vojenská posádka soše urazit jednu ruku a část kříže. Plastika znázorňuje postavu svatého Jana Nepomuckého v kontrapostu, v lokti ohnuté levé ruky ležící krucifix, který pravou rukou přidržuje, socha je umístěna na nízkém čtvercovém profilovaném soklu. Některé zdroje uvádějí materiál pískovec, jiné žulu. Původně se prý socha nacházela v kapličce mezi farou a kostelem, která byla zbourána po výstavbě fary roku 1903. Pak socha krátce stála u bývalého hřbitova, odkud se stěhovala na most. Od roku 1909 stála socha na (bývalém) mostě přes Černý potok, kde se nacházela až do 70. let 20. století.
Socha se nyní nachází ve výklenku u kostela. Socha sv. Jana Nepomuckého stojí na soklu a novodobé základně. Světec v obvyklém kanovnickém oděvu stojí v poměrně strnulém postoji jen s mírně nakročenou nohou. Rukama přidržuje u těla rozměrný kříž s velkým tělem Krista. Světec svoji hlavu lehce naklání v meditaci k Ukřižovanému, jehož hlava je k němu obrácena. Podél pravé ruky od paty kříže je k světcovu tělu přitisknuta široká palmová ratolest. Hlava s biretem a krátkými vlasy, obličej s nepřirozeně výraznými očnicemi s přivřenýma očima, úzkým nosem a drobnými ústy. Rocheta s bordurou s ornamentálním dekorem je jen lehce vertikálně zvlněna. Na zádech je naznačena modelace mozety a kapuce. Podání sochy je statické, bez většího důrazu na pohyb a členění. Socha světce spočívá na nízké zaoblené podstavě, která navazuje na nízký odstupňovaný sokl se středovou projmutou částí a zaoblenými římsami. Rozsáhlá restaurátorská práce na soše proběhla v roce 2007 (Hosnedl Lukáš, Korecký Jan).

## Historický obvod farnosti
Do obvodu farnosti Černá v Pošumaví patřila před 2. světovou válkou tato sídla: Černá v Pošumaví, Důl Mokrý, Jámy, Jestřábí, Kozlův Vrch, Lesní Domky, Nová Lhota, Plánička a Slavkovice.

## Současnost
V letech 2002–2010 byla farnost spravována z Horní Plané, v letech 2010–2015 ze Světlíku, pak krátce z Českého Krumlova a od 1. září 2015 opět z Horní Plané. Římskokatolická farnost Černá v Pošumaví je od 1.1.2020 právním nástupcem zaniklé farnosti Dolní Vltavice.
| Kostel                                   | Místo            | Bohoslužba | Bohoslužba | Poznámka     |
| ---------------------------------------- | ---------------- | ---------- | ---------- | ------------ |
| Kostel Neposkvrněného početí Panny Marie | Černá v Pošumaví | sobota     | 17.00      | farní kostel |